# Charles Louis Élie Lefebvre
Charles Élie Lefebvre, né le 6 août 1773 à Rouen (Saint-Éloi) et mort le 18 avril 1861 à Canteleu, est un négociant et homme politique français, maire de Rouen de 1818 à 1821.

## Biographie
Charles Élie Lefebvre nait le 6 août 1773 à Rouen, paroisse Saint-Éloi, de Charles Antoine (1733-1797), négociant, échevin de Rouen, écuyer et seigneur d'Emendreville anobli par lettres patentes du 12 décembre 1788, et de Rose Élisabeth de Montmeau.
Il épouse le 22 janvier 1810 à Rouen Eugénie Flavie Pinel (1782-1868) dont il aura 3 enfants.
Il devient membre du conseil municipal de Rouen par décret du 11 prairial an XII. Le 18 brumaire an XIII, il devient par décret adjoint au maire jusqu'au 1er mai 1815. Il est rappelé par ordonnance du 7 juillet 1815. À la suite de la démission de Vincent Prosper Ribard, il est par ordonnance du 25 mars 1818 nommé maire de Rouen et le restera jusqu'au 31 juillet 1821.

## Titre
- Baron héréditaire (lettres patentes du 2 avril 1822).

## Distinction
- Chevalier de la Légion d'honneur (15 juin 1819)[2].